# Jim Wynorski
Jim Wynorski, noto anche come Jay Andrews (New York, 14 agosto 1950), è un regista, produttore cinematografico, sceneggiatore e produttore televisivo statunitense.

## Biografia
È noto per i suoi numerosi film di serie B. Ha diretto oltre 75 film. I suoi primi film sono stati distribuiti nelle sale cinematografiche, mentre le pellicole successive sono state prevalentemente trasmesse in televisione o distribuite per il circuito direct-to-video. È conosciuto anche con i nomi "Jay Andrews," "Arch Stanton", "Blueberry HR", "Tom Popatopolous" e "Nobile Henry". Ha collaborato in numerose produzioni con Roger Corman, altro maestro dei film a basso costo. Spesso ha realizzato parodie di altri film di successo, come Cleavagefield che fa il verso a Cloverfield. 
Ha diretto anche diversi thriller erotici negli anni novanta, come Torbido desiderio, Victim of Desire e Virtual Desire. Tra i film erotici, The Bare Wench Project, una fra le tante parodie di The Blair Witch Project, è stato scelto fra i "73 migliori film pornografici di tutti i tempi" dalla rivista Marie Claire . Il film ha dato inizio ad una serie di 5 film, addirittura più longeva dell'originale parodiato.
Jim Wynorski ha diretto anche un film western nel 1995, Taglia che scotta,  con Kelly LeBrock. Nel 2009, è stato realizzato un documentario su Jim Wynorski dal titolo Popatopolis (diretto da Clay Westervelt; sottotitolo: "Come fare un film in tre giorni"), titolo che deriva da uno dei suoi pseudonimi. Il documentario racconta il suo tentativo di realizzare il suo film horror softcore The Witches of Breastwick in soli tre giorni.

## Filmografia

### Regista
- The Lost Empire (1985)
- Supermarket horror (Chopping Mall) (1986)
- Big Bad Mama II (1987)
- Deathstalker II - Duello di titani (Deathstalker II) (1987)
- Not of This Earth (1988)
- Il ritorno del mostro della palude (The Return of Swamp Thing) (1989)
- Transylvania Twist (1989)
- Hard to Die (1990)
- Sorority House Massacre II (1990)
- The Haunting of Morella (1990)
- Scream Queen Hot Tub Party, co-regia di Fred Olen Ray (1991)
- 976 - Chiamata per il diavolo 2 (976-Evil II) (1992)
- Il mio amico Munchie (Munchie) (1992)
- Torbido desiderio (Sins of Desire) (1993)
- La piccola milionaria (Little Miss Millions) (1993)
- Body Chemistry 3 (Point of Seduction: Body Chemistry III) (1994)
- Dinosaur Island, co-regia di Fred Olen Ray (1994)
- Munchie Strikes Back (1994)
- Ghoulies IV (1994)
- The Wasp Woman (1995)
- Sorceress (1995)
- Codice segreto desiderio (Victim of Desire) (1995)
- Taglia che scotta (Hard Bounty) (1995)
- Body Chemistry 4: Full Exposure (1995)
- Virtual Desire (1995)
- Attacco al college (Demolition High) (1996)
- Vampirella (1996)
- Against the Law (1997)
- Segreto militare (The Pandora Project), co-regia di John Terlesky (1998)
- L'assalto (The Assault) (1998)
- The Escort III (1999)
- Tuono nel deserto (Desert Thunder) (1999)
- Alto tradimento (Stealth Fighter) (1999)
- Crociera di sangue (Final Voyage) (1999)
- Storm Trooper (1999)
- The Bare Wench Project (2000)
- Militia (2000)
- Captured (Agent Red) (2000)
- Rangers (2000)
- The Bare Wench Project 2: Scared Topless (2001)
- Collisione zero (2001)
- Fuoco sulla città (2001)
- Vendetta di mezzanotte (2001)
- Raptor (2001)
- The Bare Wench Project 3: Nymphs of Mystery Mountain (2002)
- Gioco nella tempesta (2002)
- Il mutante (2002)
- Wolfhound (2002)
- Treasure Hunt (2003)
- Cheerleader Massacre (2003)
- Il tesoro perduto (2003)
- Bare Wench Project: Uncensored (2003)
- Bad Bizness (2004)
- Sea Ghost - Il fantasma degli abissi (2004)
- Busty Cops (2004)
- La maledizione di Komodo (2004)
- Gargoyles (2004)
- Alabama Jones and the Busty Crusade (2005)
- Lust Connection (2005)
- Atterraggio d'emergenza (2005)
- Sub Zero - Paura sulle montagne (2005)
- Komodo vs. Cobra (2005)
- The Witches of Breastwick (2005)
- The Witches of Breastwick 2 (2005)
- Bare Wench: The Final Chapter (2005)
- Shockwave - L'attacco dei droidi (2006)
- Busty Cops 2 (2006)
- The Breastford Wives (2007)
- Cry of the Winged Serpent (2007)
- House on Hooter Hill (2007)
- Bone Eater - Il divoratore di ossa (2007)
- The Da Vinci Coed (2007)
- The Lusty Busty Babe-a-que (2008)
- Vampire in Vegas (2009)
- Cleavagefield (2009)
- Il soffio dell'inferno (Fire from Below) (2009)
- Lost in the Woods (2009)
- Strip for Action (2009)
- The Devil Wears Nada (2009)
- The Hills Have Thighs– film direct-to-video (2010)
- Busty Cops and the Jewel of Denial – film TV (2010)
- Busty Cops Go Hawaiian – film TV (2010)
- Dinocroc vs. Supergator – film TV (2010)
- Monster Cruise (2010)
- Sexy Wives Sindrome – film TV (2011)
- Camel Spiders – film TV (2011)
- Busty Coeds vs. Lusty Cheerleaders – film TV (2011)
- Piranhaconda – film TV (2012)
- Gila! – film TV (2012)
- Sexy Wives Sinsations – film TV (2013)
- Pleasure Spa – film TV (2013)
- Hypnotika – film TV (2013)
- Sexually Bugged! – film TV (2014)
- Water Wars – film direct-to-video (2014)
- Sharkansas Women's Prison Massacre – film TV (2014)
- Scared Topless – film TV (2015)
- Shark Babes – film TV (2015)
- Nessie & Me – film direct-to-video (2016)
- A Doggone Christmas – film direct-to-video (2016)
- Legend of the Naked Ghosts – film TV (2017)
- A Doggone Hollywood – film direct-to-video (2017)
- CobraGator – film direct-to-video (2018)
- Attack of the 50 Foot CamGirl (2022)
- Bigfoot or Bust (2022)
- Giantess Battle Attack (2022)